# Hertigdömet Anhalt

Karta över Hertigdömet Anhalt.

Hertigdömet Anhalt (tyska: Herzogtum Anhalt) var ett hertigdöme som existerade åren 1863–1918. Hertigdömet är numera en del av förbundslandet Sachsen-Anhalt.
Den siste hertigen var Joachim Ernst av Anhalt, som tillhörde fursteätten Askanien.

## Geografi och näringsliv
Största delen är slättland; bara i sydväst stöter det till foten av Harz. Elbe och Saale genomflöt landet. Huvudnäringen var åkerbruk; bergsbruk bedrevs i Harz (bly och silver), varjämte landet har tillgång på brunkol, salter, kalksten, gips, sandsten, tungspat m. m.. Främst bland industrigrenar stod vitbetssockertillverkning samt brännvins- och öltillverkning.

## Förvaltning
Hertigdömet var delat i fem kretsar (Dessau, Köthen, Bernburg, Zerbst och Ballenstedt), vilka genom kretsordningen från 1870 ägde en ordnad kommunalförvaltning. Den sista konstitutionella författningen antogs år 1872. Lantdagen bestod av en kammare med 36 ledamöter, valda dels av hertigen, dels av de högst beskattade, dels av landsbygdens och dels av städernas övriga valberättigade. Högsta myndigheten var statsministeriet i Dessau, vars departement sedan 1870 var förenade under en ansvarig statsminister, under vilken sorterade finansdirektionen, avdelningen för det inre, avdelningen för skolväsendet, konsistorium och statistiska byrån.
Inom domstolsväsendet fanns som första instans 11 amtsdomstolar och en landgericht, såsom andra (tredje) instans Oberlandesgericht i Naumburg an der Saale. Budgeten för 1902–03 upptog inkomster och utgifter till 28 022 500 mark. Statsskulden var vid mitten av 1901: 1 542 957 mark.
Hertigdömet hade en röst i förbundsrådet och sände 2 ombud till tyska riksdagen. Enligt konventionen med Preussen 1867 uppställde Anhalt ett infanteriregemente, tilldelat 7:e divisionen i 4:e armékåren.

## Historia
Den i Anhalt-Köthen regerande linjen utdog 1847, då landet förenades fullständigt med Anhalt-Dessau 1853. Efter fursteättens utslocknande 1864 förenades Anhalt-Bernburg och Anhalt-Dessau under hertig Leopold, vars son Fredrik 1871 blev hertig av Anhalt.
1866 gick man med i det Nordtyska förbundet under Preussen och blev 1871 en del av Tyska riket. Efter tyska revolutionen 1918 abdikerade hertigen och Anhalt blev Fristaten Anhalt i Weimarrepubliken.

## Hertigar av Anhalt, 1863–1918
- Leopold IV av Anhalt-Dessau 1863–1871
- Fredrik I av Anhalt 1871–1904
- Fredrik II av Anhalt 1904–1918
- Eduard av Anhalt 1918
- Joachim Ernst av Anhalt 1918